# 布朗鎮區 (北達科他州麥克亨利縣)
布朗鎮區（英語：Brown Township）是位於美國北達科他州麥克亨利縣的一個鎮區。

## 地方資料
布朗鎮區的面積為91.75平方千米，當中陸地面積為91.21平方千米，而水域面積為0.53平方千米。根據2020年美國人口普查的數據，當地共有人口69人，而人口密度為每平方千米0.75人。